# Chiesa di San Giovanni Evangelista (Galbiate)
La chiesa di San Giovanni Evangelista è la parrocchiale di Galbiate, in provincia di Lecco e arcidiocesi di Milano; fa parte del decanato di Oggiono.

## Storia
Nel Liber Notitiae Sanctorum Mediolani è elencata per la prima volta una chiesa a Galbiate dedicata a san Giovanni Evangelista e dipendente dalla pieve di Garlate; questo luogo di culto venne consacrato 26 aprile 1449 dall'arcivescovo di Trebisonda Gregorio di Corsanegro.
Nel 1556 l'arcivescovo di Milano Carlo Borromeo, durante la sua visita pastorale, prescrisse l'esecuzione di alcuni lavori, che furono poi eseguiti nel 1612 con alcune risistemazioni della disposizione degli altari.
Tra il 1727 e il 1745, grazie all'interessamento dell'allora parroco don Giovanni Domenico Monticelli, su disegno dell'architetto Antonio Quadrio la chiesa fu oggetto di un generale rifacimento, in occasione del quale si provvide a ricostruire l'area dell'abside, ad aumentare l'altezza delle pareti e a realizzare le nuove coperture.
Dalla relazione della visita pastorale dell'arcivescovo Giuseppe Pozzobonelli si apprende che la chiesa di San Giovanni Evangelista, in cui avevano sede le tre confraternite della Beata Vergine Maria del Monte Carmelo, del Gonfalone e del Santissimo Sacramento e la società della Santa Croce, aveva come filiali gli oratori di Sant'Eusebio, della Beata Vergine Lauretana al Caribio, di Sant'Alessandro, di San Carlo al Cantino, San Michele Arcangelo sul Monte Barro, dei Santi Macario e Genesio in località Bartesate e dei Santi Angeli Custodi in contrada Gambolesio e che il numero dei fedeli era pari a 1348.
Nel 1773 si procedette alla costruzione del portico che precede la facciata e tra il 1814 e il 1818 il campanile fu sopraelevato su progetto dell'ingegner Brioschi, mentre le cupolina venne realizzata seguendo i disegni dell'architetto lecchese Giuseppe Bovara.
Il nuovo organo fu installato nel 1827, mentre tra il 1844 e il 1845 si provvide a posare il pavimento rifatto; nel 1899 l'arcivescovo Andrea Carlo Ferrari, nel corso della sua visita, annotò che i fedeli ammontavano a 2800 e che la parrocchiale, la quale aveva alle sue dipendenze dieci chiesette, era sede della confraternita del Santissimo Sacramento.
Nel 1971-72, con la riorganizzazione territoriale dell'arcidiocesi voluta dall'arcivescovo Giovanni Colombo, la parrocchia passò dal vicariato foraneo di Olginate, contestualmente soppresso, al neo-costituito decanato di Oggiono. Sempre nei primi anni settanta si procedette alla realizzazione dell'adeguamento liturgico mediante l'aggiunta dell'ambone e dall'altare rivolto verso l'assemblea e la rimozione delle balaustre che delimitavano il presbiterio.
Negli anni ottanta la parrocchiale fu interessata da alcuni lavori e nel biennio 1996-97 venne condotto un restauro della facciata.

## Descrizione

### Esterno
La facciata della chiesa, rivolta a nordovest, è suddivisa in due ordini; quello inferiore, anticipato dal portico con colonne sorreggenti degli archi, è caratterizzato, nel mezzo, dal portale d'ingresso, mentre quello superiore, scandito da lesene, presenta dei riquadri con immagini sacre ed è coronato dal fastigio mistilineo.
Annesso alla parrocchiale è il campanile a base quadrata, suddiviso in più registri da cornici marcapiano; la cella presenta su ogni lato una monofora ed è coronato dalla cupola poggiante sul tamburo.

### Interno

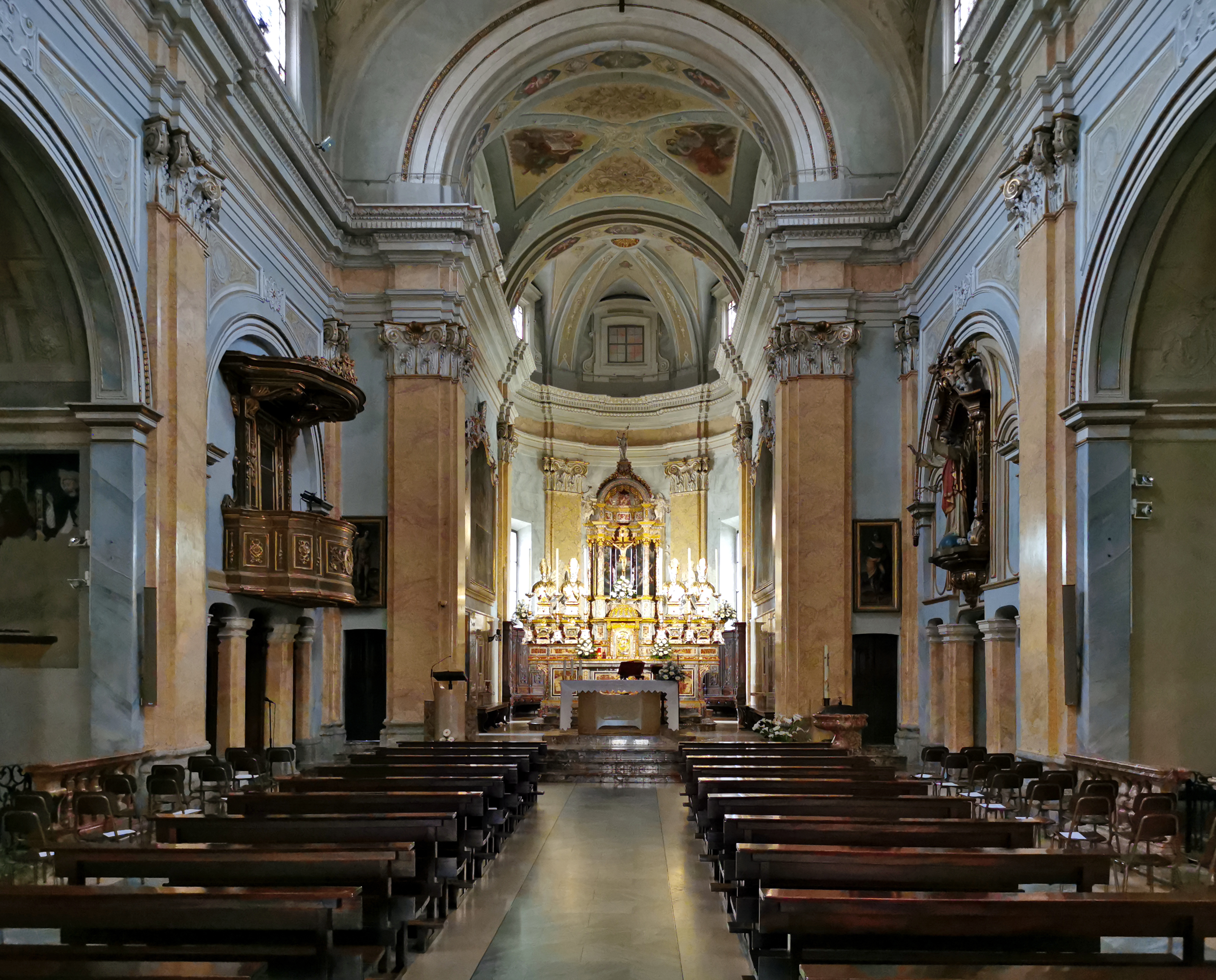
L'interno

L'interno dell'edificio si compone di un'unica navata, sulla quale si affacciano le cappelle laterali, introdotte da archi a tutto sesto, e le cui pareti sono scandite da lesene con capitelli compositi sorreggenti la trabeazione modanata e aggettante sopra la quale si impostano le volte; al termine dell'aula si sviluppa il presbiterio, rialzato di alcuni gradini, ospitante l'altare maggiore e chiuso dall'abside semicircolare.
Qui sono conservate diverse opere di pregio, tra le quali le due tavole raffiguranti rispettivamente San Rocco e San Sebastiano, datate al Cinquecento, alcuni affreschi settecenteschi e varie tele risalenti ai secoli XVII e XVIII.